# Ahmad Y. Hassan
Ahmad Yousef Al-Hassan (en árabe: أحمد يوسف الحسن‎) (25 de junio de 1925 - 28 de abril de 2012) fue un historiador palestino/sirio/canadiense de la tecnología y de la ciencia islámica, educado en Jerusalén, El Cairo y Londres. Doctor en ingeniería mecánica por el University College de Londres, fue decano de ingeniería y más tarde presidente de la Universidad de Alepo, donde fundó el Instituto de Historia de la Ciencia Árabe (IHAS) y fue su primer director. También desempeñó el cargo de Ministro del Petróleo, la Electricidad y los Recursos Minerales de Siria antes de 1971. Emigró a Canadá en 1982.

## Cargos y premios
- Profesor visitante en el Departamento de Historia y Filosofía de la Ciencia del University College de Londres.
- Profesor visitante en el Departamento de Estudios Islámicos y de Oriente Medio en la Universidad de Toronto.
- Profesor en el Instituto de Historia de la Ciencia Árabe (IHAS), Universidad de Alepo.
- Miembro de la Orden Nacional de la Legión de Honor de la República Francesa.